# Pilosella peleteriana
Pilosella peleteriana é uma espécie de planta com flor pertencente à família Asteraceae. 
A autoridade científica da espécie é (Mérat) Sch. Bip. & F.W. Schultz, tendo sido publicada em Flora 45: 421. 186.
O seu nome comum é pilosela-das-boticas.

## Portugal
Trata-se de uma espécie presente no território português, nomeadamente em Portugal Continental.
Em termos de naturalidade é nativa da região atrás indicada.

## Protecção
Não se encontra protegida por legislação portuguesa ou da Comunidade Europeia.